# Peștera Avshalom
Peștera Avshalom (în ebraică מערת אבשלום, transliterat: Me'arat Avshalom), cunoscută în literatura academică ca Peștera Soreq (în ebraică מערת שׂורק, transliterat: Me'arat Soreq), în arabă مغارة سوريك) sau popular ca Pestera Stalactitelor (în ebraică מערת הנטיפים, transliterat: Me'arat HaNetifim), este o peșteră de 5.000 m2 pe partea de vest a Muntelui Ye'ela, în dealurile Iudeei din Israel, unică pentru concentrația densă de stalactite și alte formațiuni de peșteră⁠(<span title="Speleotema|formațiuni de peșteră la Wikidata">d).
Peștera a fost punctul central al cercetărilor paleoclimatice, care au permis reconstrucția climatului semi-arid al regiunii în ultimii 185.000 de ani. Potrivit geologului american James Aronson, Rezervația Naturală a Peșterii Soreq este piatra Rosetta a istoriei climei din estul Mediteranei.

## Nume
Peștera este numită după Valea Soreq (Nahal Soreq) și după Avshalom Shoham, un soldat israelian ucis în Războiul de Uzură.

## Locație
Peștera Avshalom este situată în apropiere de Hartuv, la 3 km est de Beit Șemeș, Israel.

## Descoperire
Peștera a fost descoperită accidental în mai 1968, în timp ce se exploata cu explozibili.
După descoperirea sa, locația peșterii a fost păstrată secretă timp de mai mulți ani de teama deteriorării comorilor sale naturale.

## Turism
Peștera este acum deschisă vizitatorilor, în inima  Rezervației naturale Avshalom 67-dunam, declarată în 1975. În 2012, a fost instalat un nou sistem de iluminat pentru a preveni formarea și creșterea algelor.

## Descriere
Peștera are 83 m lungime, 60 m lățime și 15 m înălțime.
Temperatura și umiditatea din peșteră sunt constante pe tot parcursul anului.
Unele dintre stalactitele găsite în peșteră au o lungime de patru metri, iar unele au fost datate ca având o vechime de 300.000 de ani. Unii se întâlnesc stalagmite pentru a forma stâlpi de piatră.

## Galerie

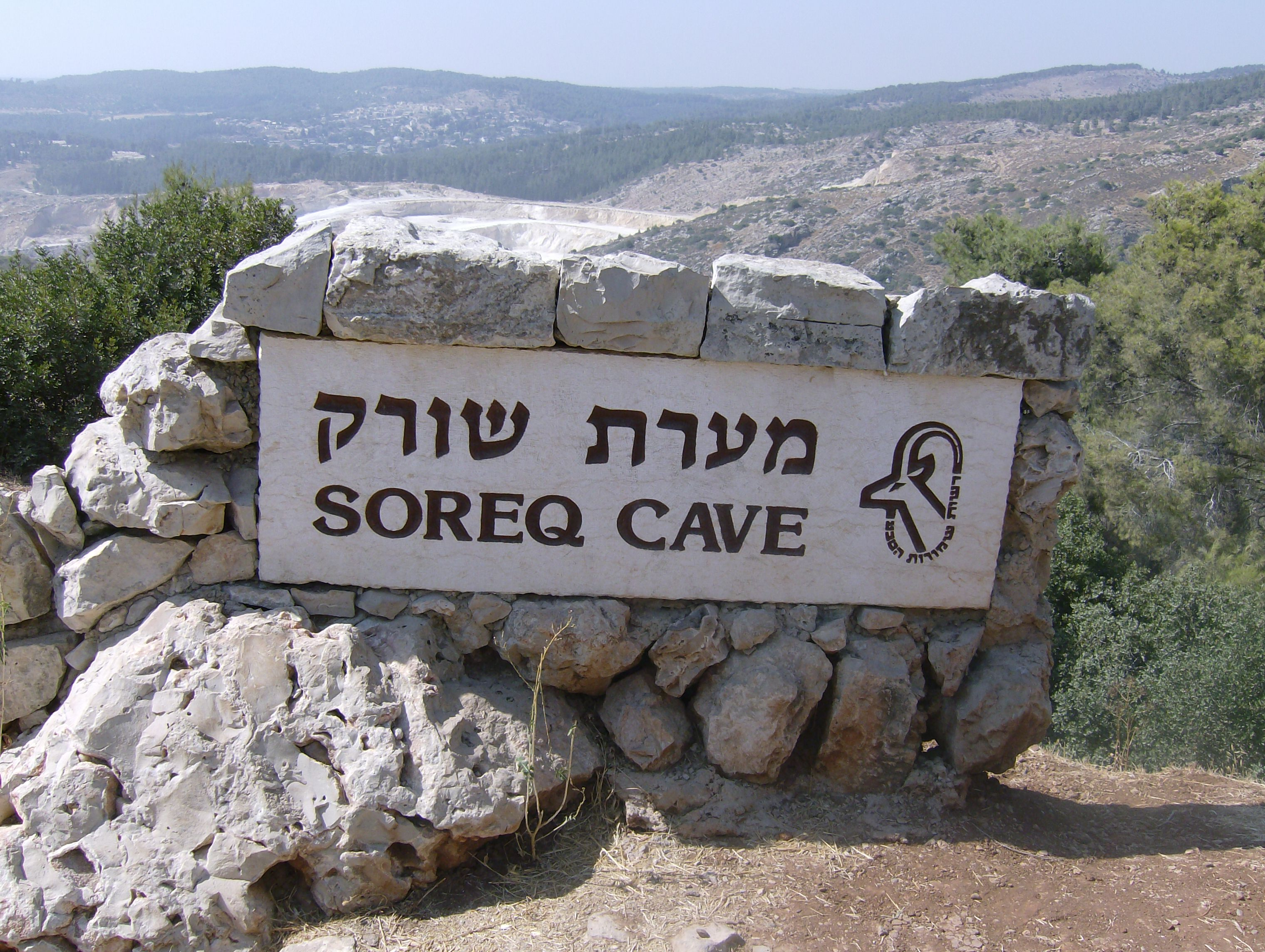
Semn la intrarea în peșteră
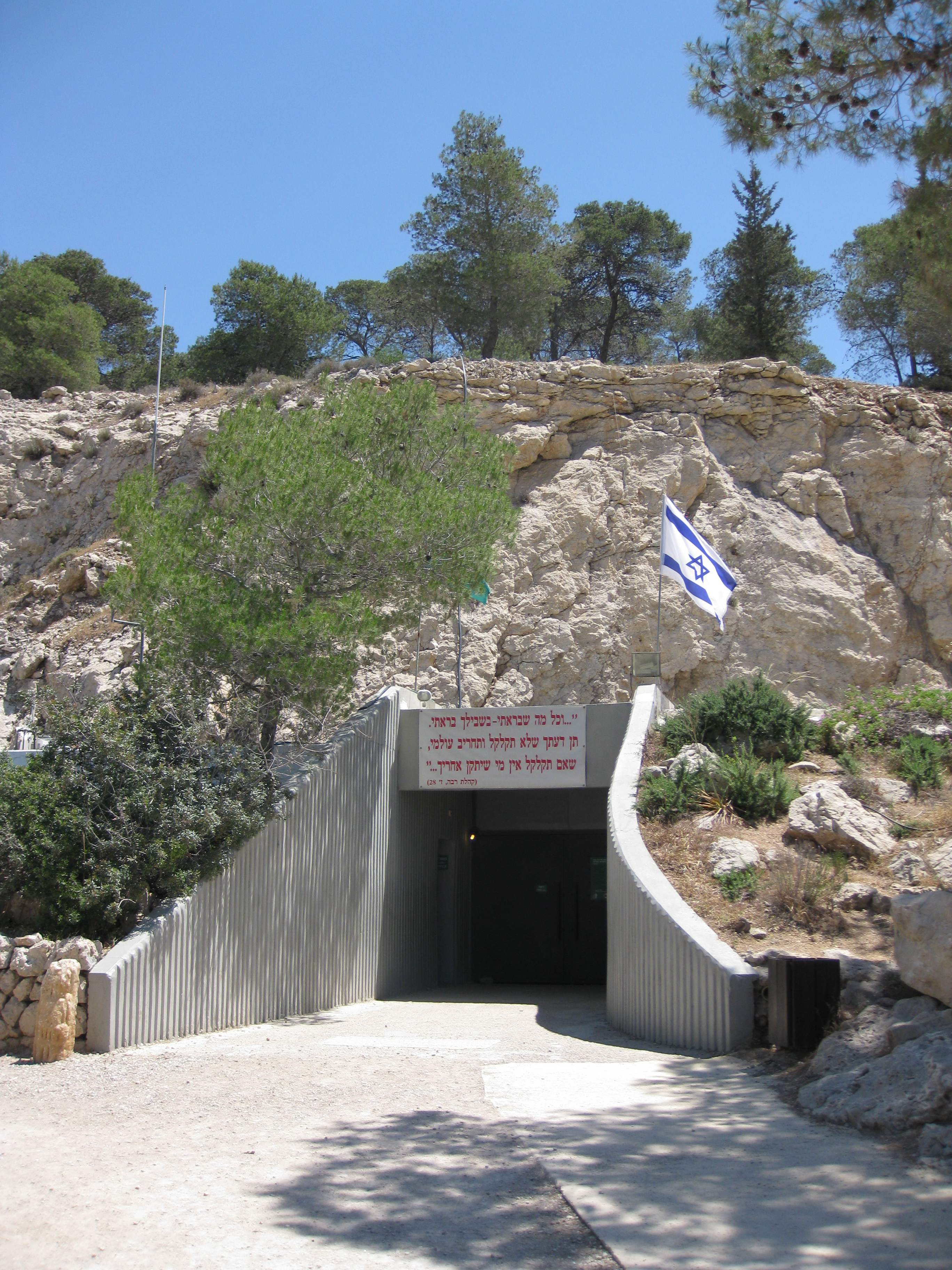
Intrarea în peșteră
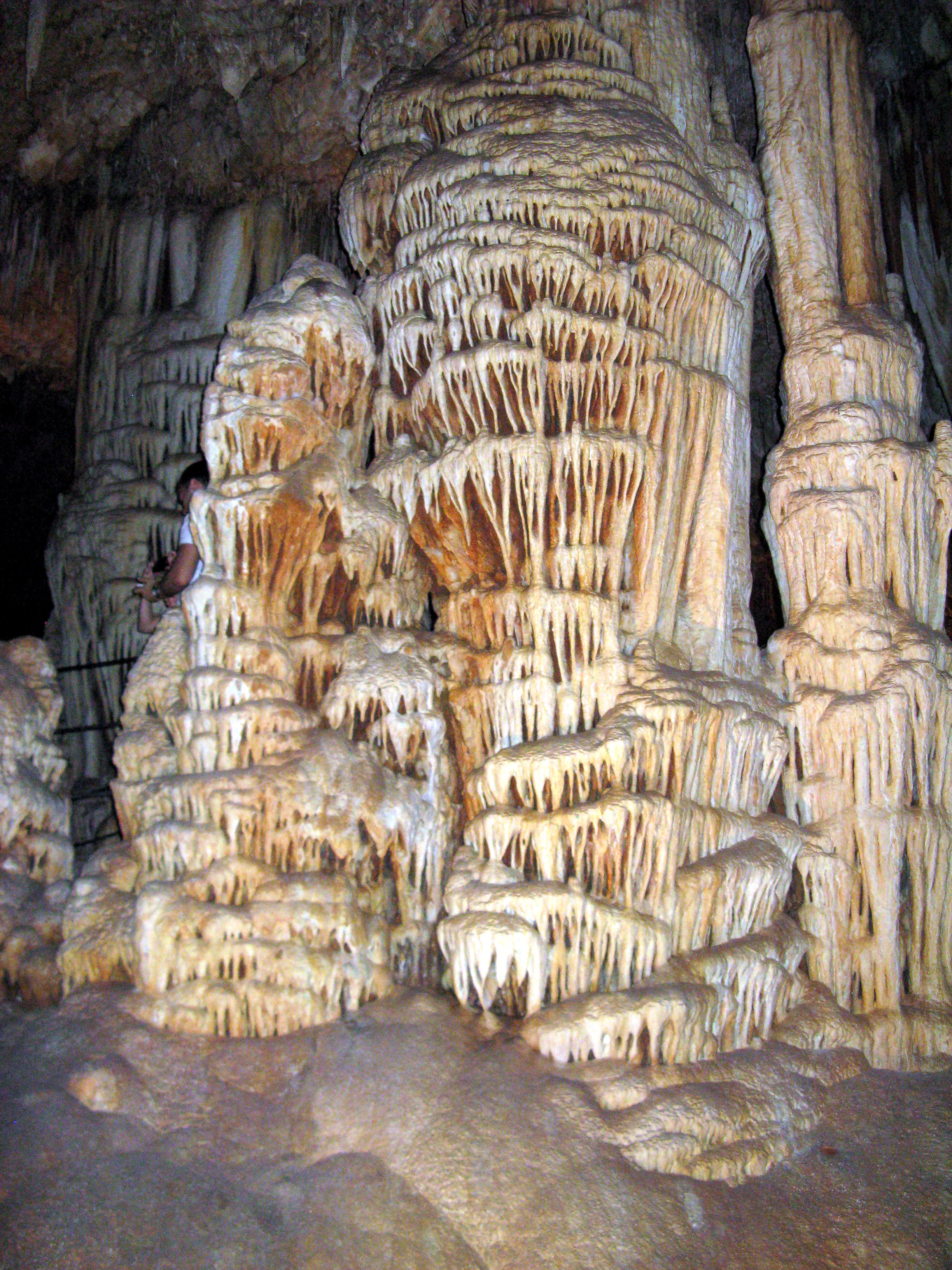
Stalactite
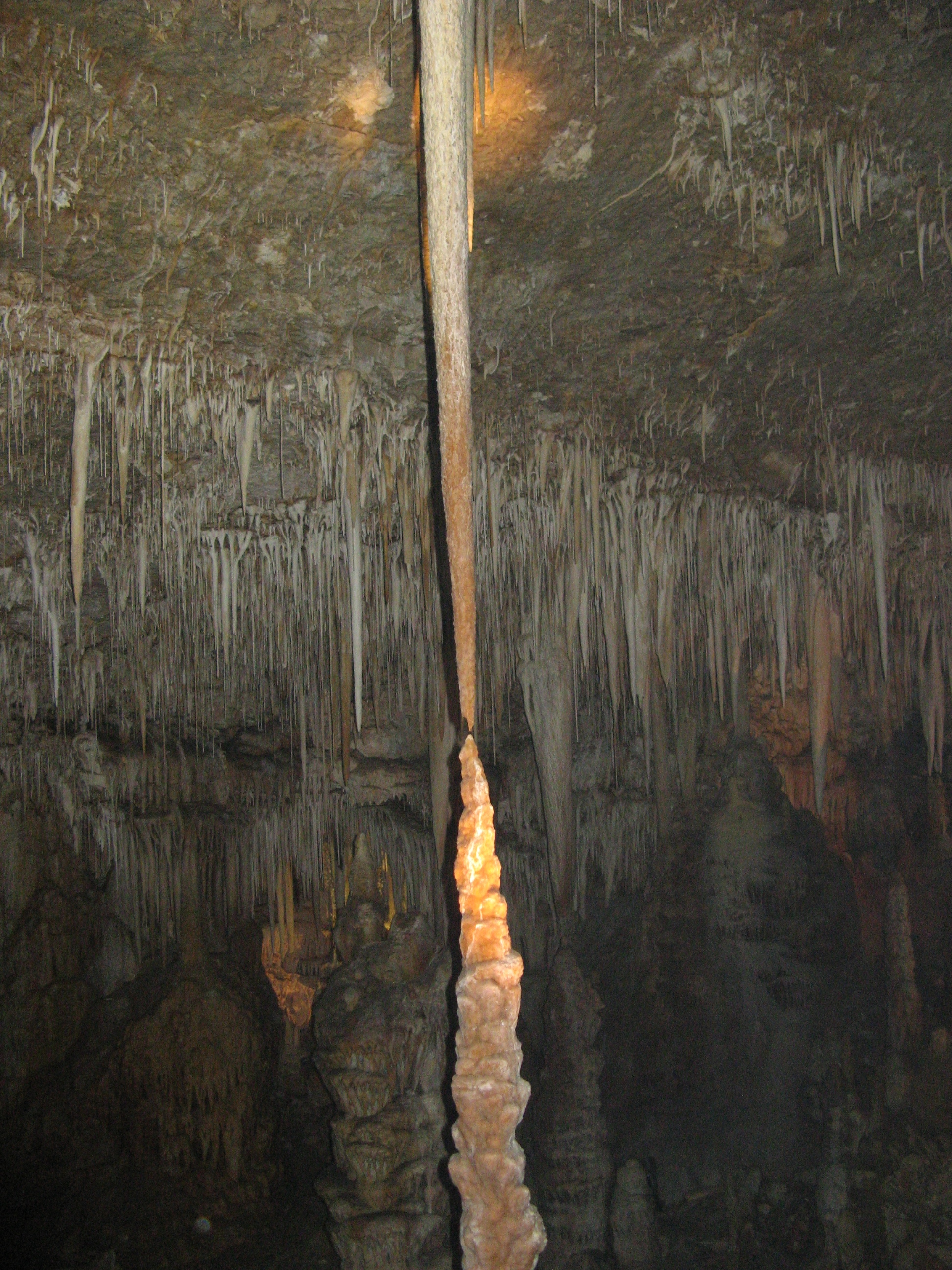
Stalactită întâlnind o stalagmită pentru a forma un pilon
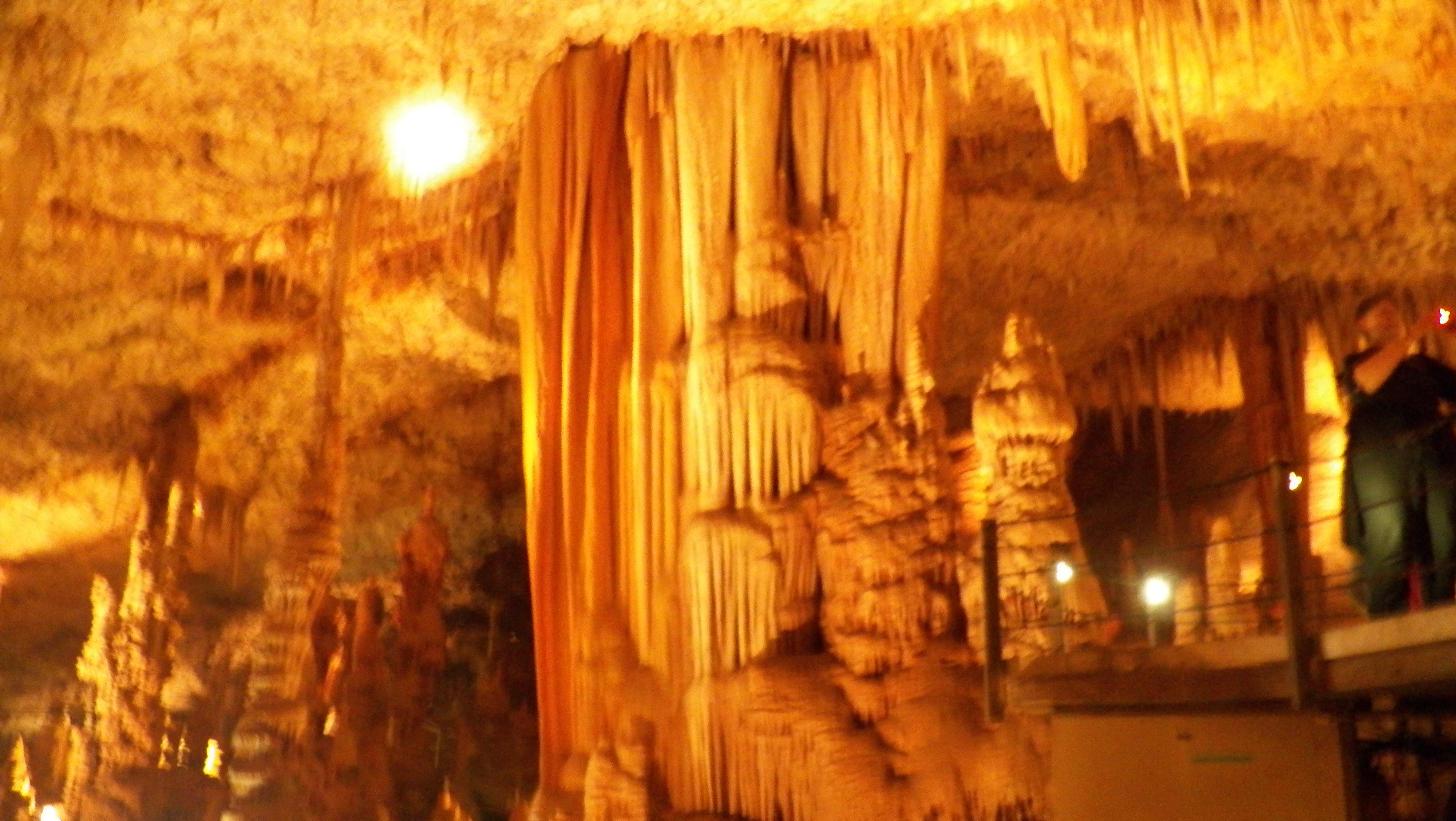
Formarea de roci
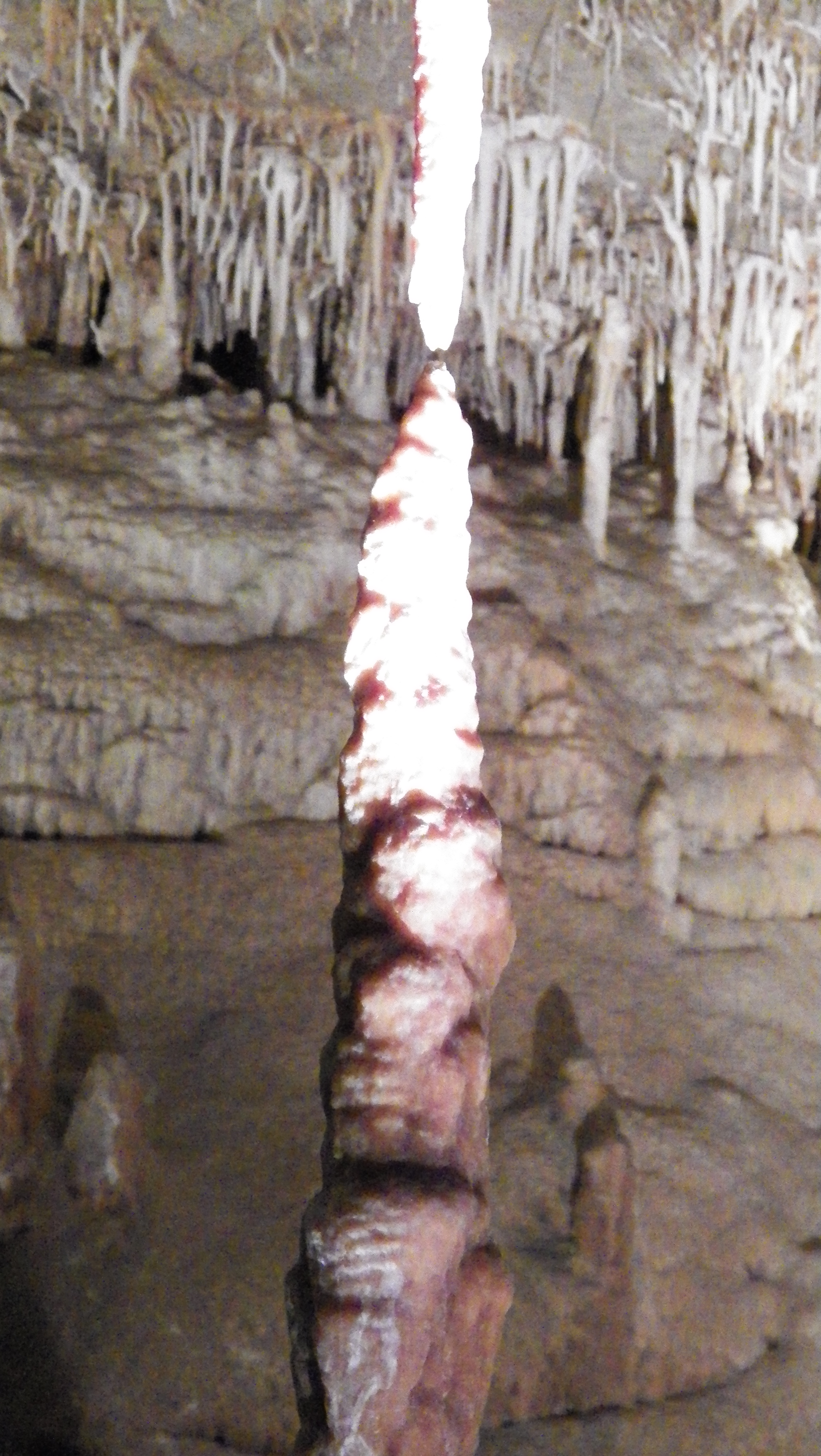
O stalagmită și stalactită aproape se ating
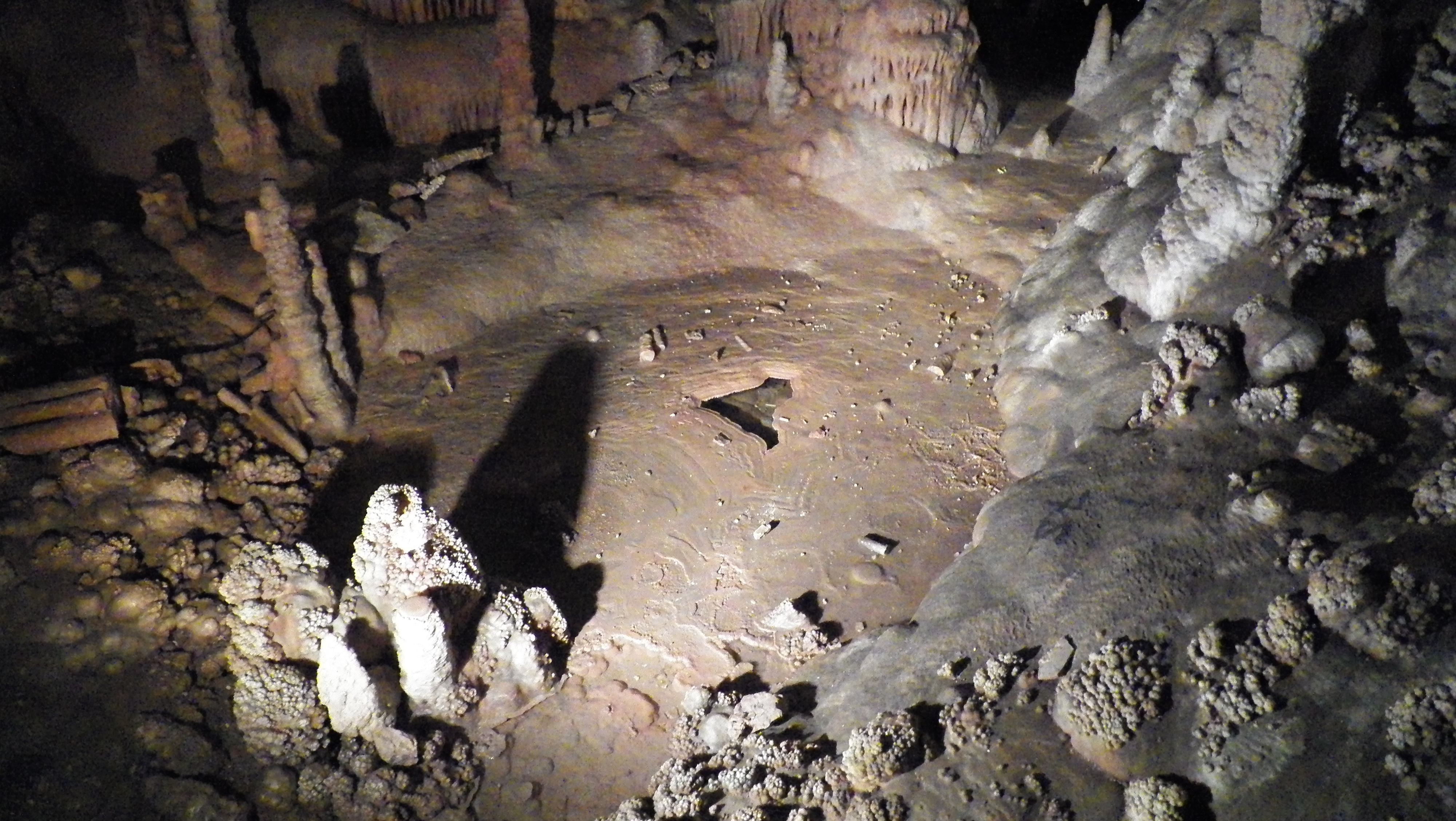
Iaz în peşteră aproape acoperit de sinter calcaros
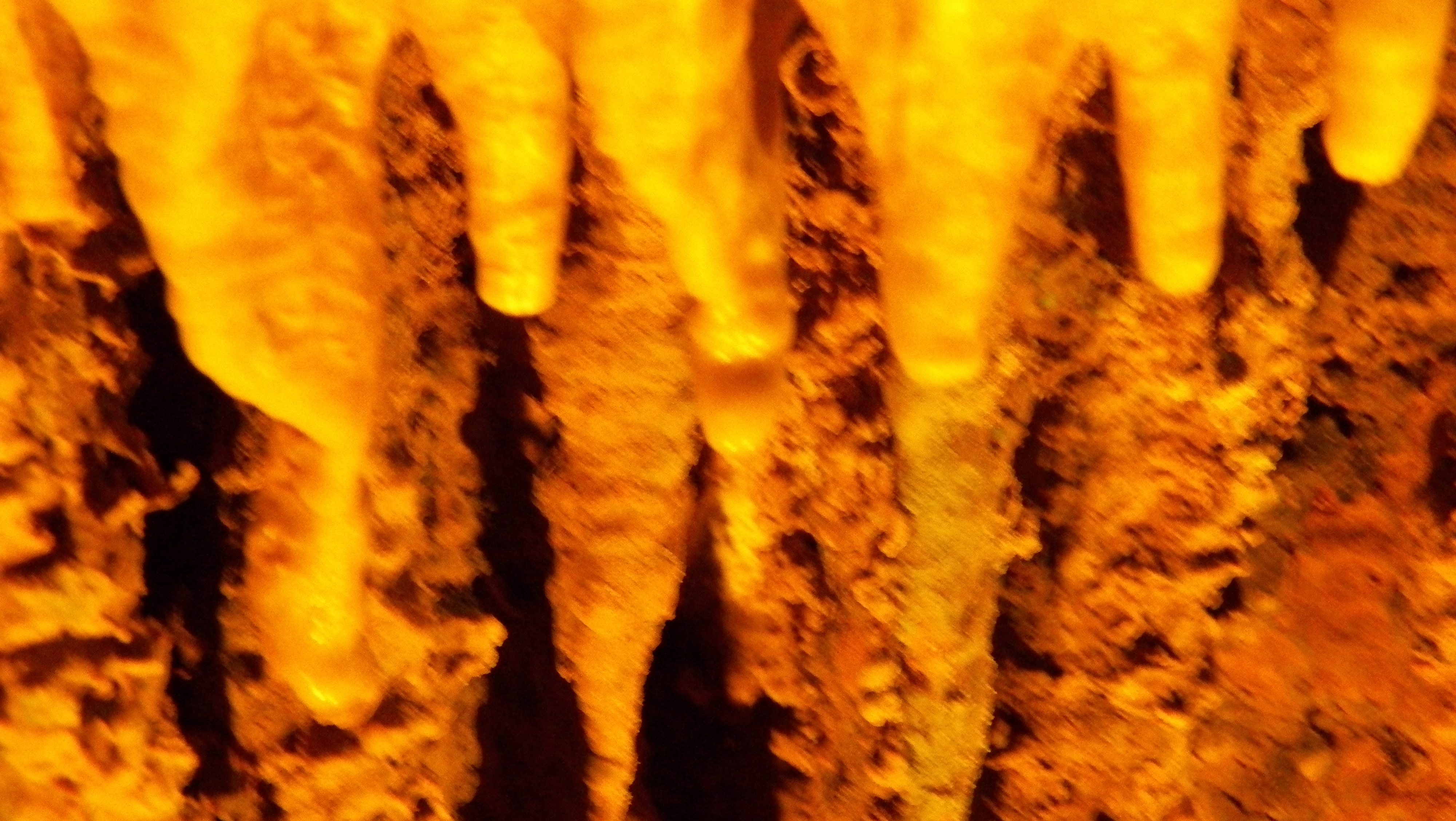
Formaţiuni din peșteră